# Herbert Hainer
Herbert Hainer, född 3 juli 1954 i Dingolfing, Tyskland, är en tysk företagsledare som var verkställande direktör (VD) för Adidas från 2001 till 2016.
Hainer har varit verksam inom Adidas sedan 1987. Hainer sitter även med i FC Bayern Münchens styrelse. Han efterträddes 2016 på VD-posten av Kasper Rorsted.
Hainer är sedan 15 november 2019 president för fotbollsklubben FC Bayern München.